# Strotarchus planeticus
Strotarchus planeticus är en spindelart som beskrevs av Edwards 1958. Strotarchus planeticus ingår i släktet Strotarchus och familjen sporrspindlar. Inga underarter finns listade i Catalogue of Life.